# Эмам, Хазем
Хазем Мохамед Ехия Эль-Хоррия Эмам (10 мая 1975, Гиза, Египет) — египетский футболист, полузащитник.

## Клубная карьера
Хазем родился в Мохандессине, Египет, будучи сыном известного игрока Замалека, Хамада Эмам; и внук другой легенды клуба, Йехиа Эмам. В детстве Хазем не планировал становиться футболистом и идти по стопам отца и деда. Первым клубом стал «Эль-Саид», у которого даже не было первой команды. Тем не менее, игрок произвёл впечатление на одного из тренеров клуба, Бадра Хаддада. Тренер рассказал об успехах сына Эмаму-старшему, тогдашнему президенту «Замалека». Он убедил отца, что сыну стоит дать шанс в клубе. Позднее Эмам-младший стал игроком академии «Замалека». В 1993 году состоялся дебюта игрока в первой команде.